# Purge de Pride

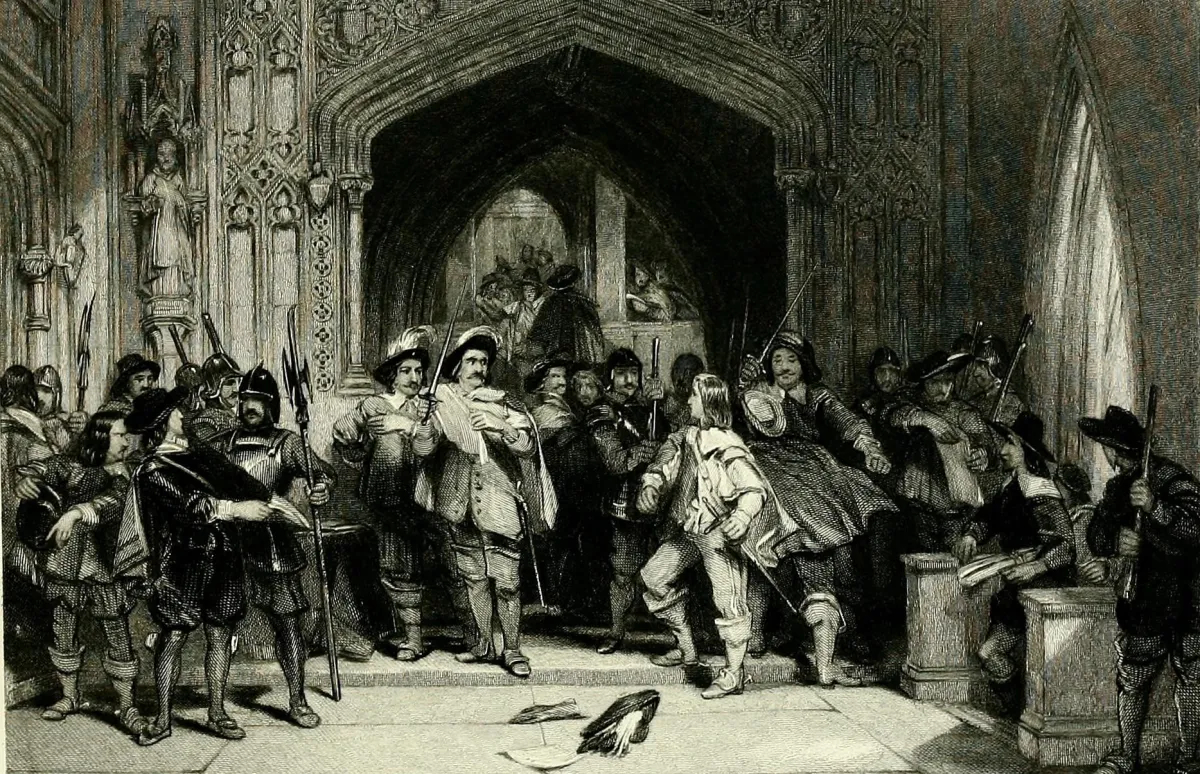
Le colonel Pride refuse de laisser entrer au Long Parlement les membres presbytériens
Gravure, circa 1652

La purge de Pride (anglais : Pride's Purge, pour « purge de Thomas Pride », mais signifiant coïncidemment « purge de la fierté ») est l'événement par lequel le colonel Thomas Pride, de la New Model Army, a retiré de force les membres de la Chambre des communes britannique qui ne soutenaient pas les Grandees, c'est-à-dire les officiers supérieurs de l'Armée, ou le mouvement religieux des Independents. Plusieurs historiens interprètent cet événement comme un coup d'État.
Le retrait des représentants de la Chambre a eu lieu le 6 décembre 1648. C'est ainsi qu'est formé le Parlement croupion.